# Bataille de Ramla (1105)
Pour les articles homonymes, voir Bataille de Ramla.
 (août 2025).
Première Croisade
Batailles
- Arsouf
- Mélitène
- Croisades de secours
- Ramla (1er)
- Ramla (2e)
- Tripoli
- Harran
- Artah
- Ramla (3e)
- Croisade norvégienne
- Sidon
- Champ du Sang
- Hab
- Azâz
- Ba'rin
- Shaizar
- Édesse

La bataille de Ramla de 1105, souvent appelée troisième bataille de Ramla, s'est déroulée le 27 août 1105.
Baudouin Ier de Jérusalem repousse une offensive fatimide appuyée par l’atabek de Damas.